# معزبة بن شيخان

تعديل مصدري - تعديل

معزبة بن شيخان هي إحدى قرى عزلة القارة بمديرية رصد التابعة لمحافظة أبين، بلغ تعداد سكانها 62 نسمة حسب تعداد اليمن لعام 2004.